# Neotinea tridentata
Neotinea tridentata är en orkidéart som först beskrevs av Giovanni Antonio Scopoli, och fick sitt nu gällande namn av R.M.Bateman, Pridgeon och Mark W. Chase. Neotinea tridentata ingår i släktet tätnycklar, och familjen orkidéer.

## Underarter
Arten delas in i följande underarter:
- N. t. conica
- N. t. tridentata

## Bildgalleri

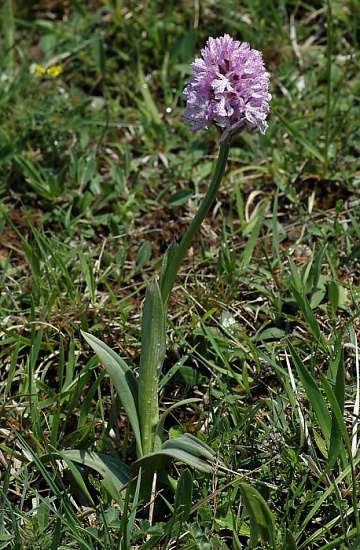
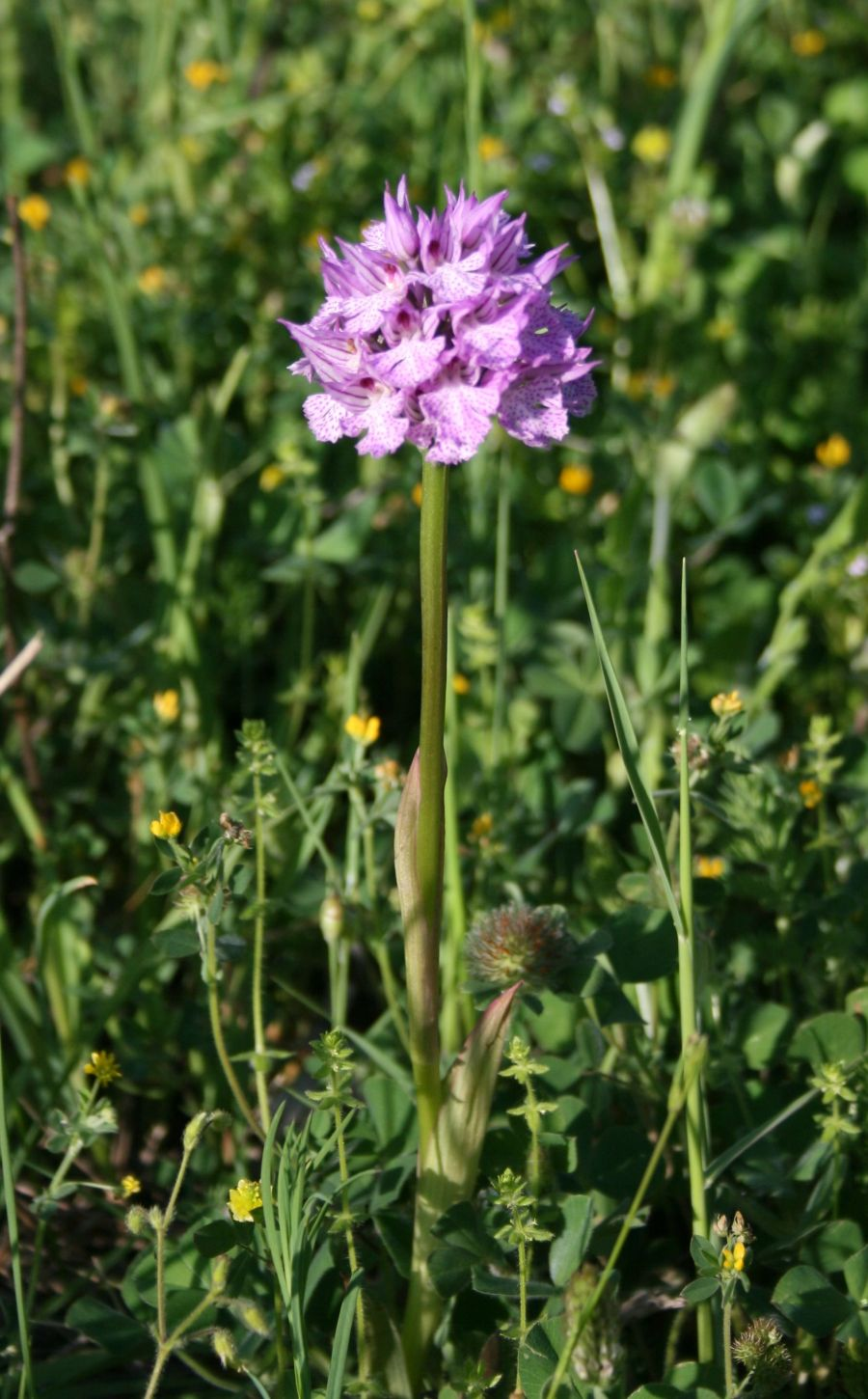
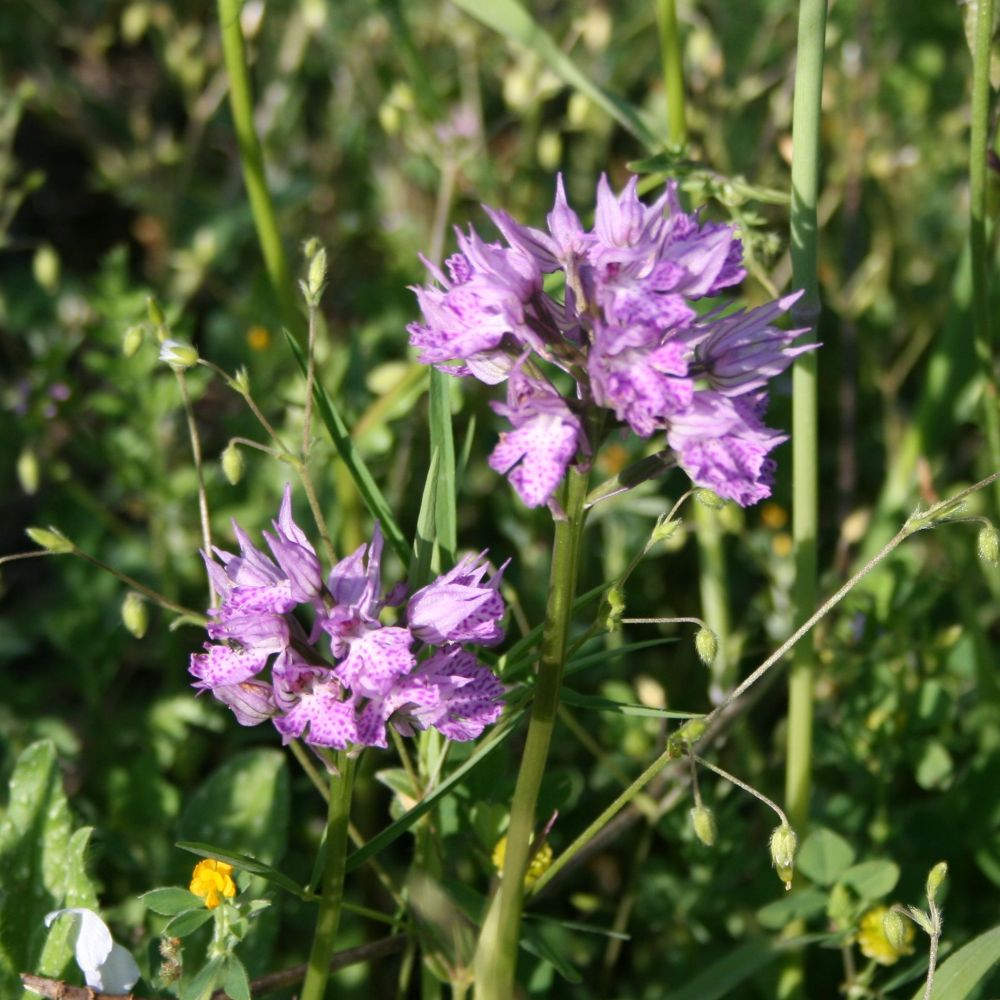
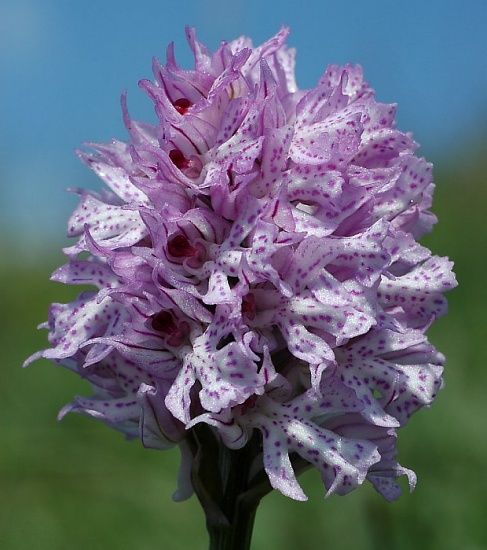
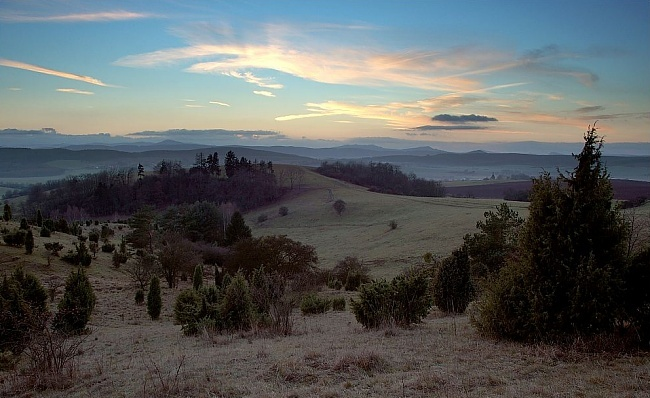
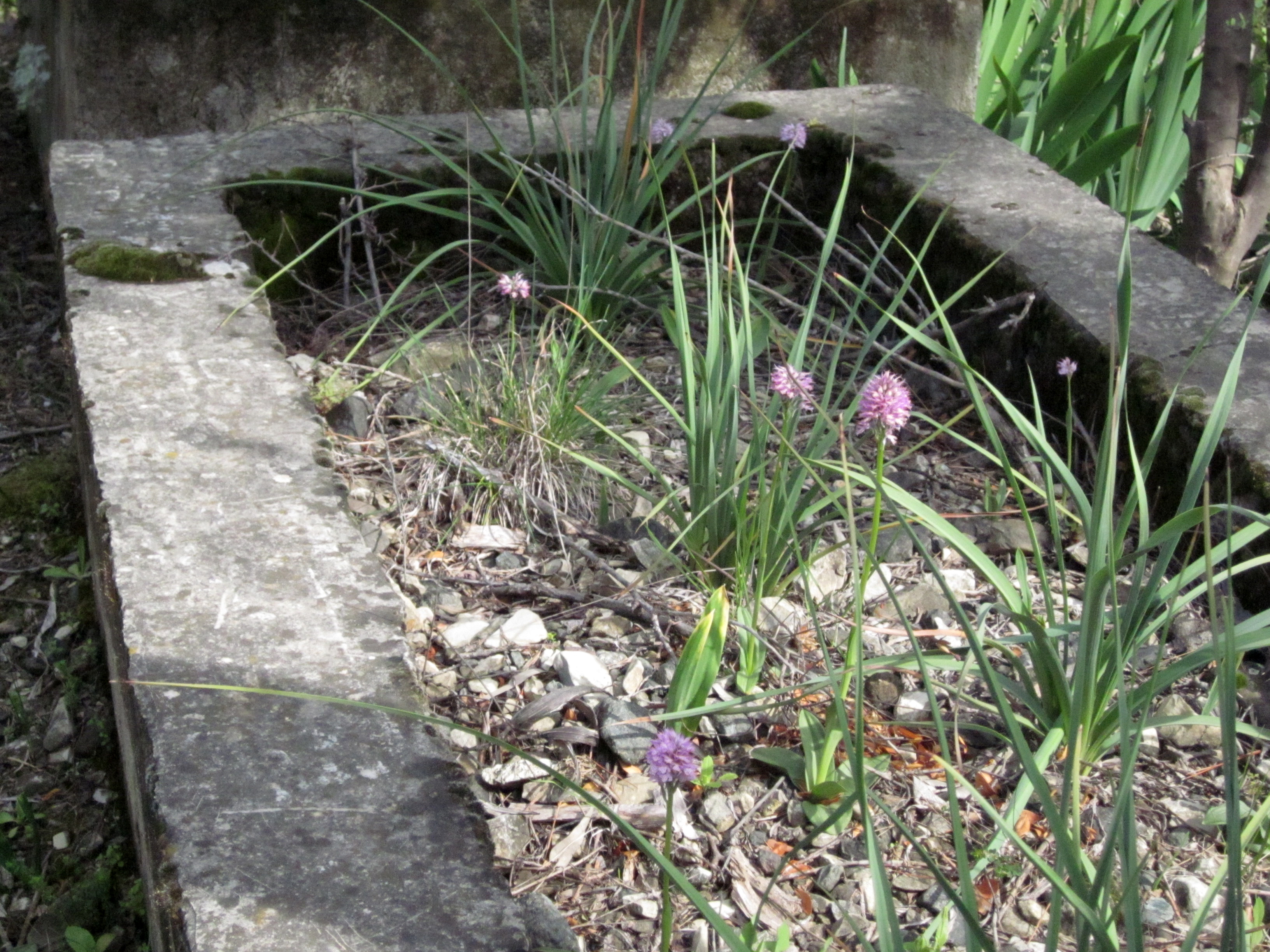